# ISO 50001
ISO 50001 es una normativa internacional desarrollada por ISO (Organización Internacional para la Estandarización u Organización Internacional de Normalización) que tiene como objetivo mantener y mejorar un sistema de gestión de energía en una organización, cuyo propósito es el de permitirle una mejora continua de la eficiencia energética, la seguridad energética, la utilización de energía y el consumo energético con un enfoque sistemático. Este estándar apunta a permitir a las organizaciones mejorar continuamente la eficiencia, los costos relacionados con energía, y la emisión de gases de efecto invernadero.

Este estándar ha sido publicado por ISO en junio de 2011, y es aplicable para cualquier tipo de organización, independientemente de su tamaño, sector, o ubicación geográfica.

El sistema ha sido modelado a partir del estándar ISO 9001, de sistemas de gestión de calidad, y del estándar ISO 14001, de sistemas de gestión ambiental.

Uno de los atributos más prominentes de ISO 50001 es el requisito de “… mejorar el sistema de gestión de energía, y el desempeño energético resultante” (cláusula 4.2.1.c) Los otros dos estándares aquí mencionados (ISO 9001 e ISO 14001), ambos requieren de mejoras a la efectividad del sistema de gestión, pero no a la calidad del producto/servicio (ISO 9001) o al desempeño ambiental (ISO 14001).

De esta manera, la norma ISO 50001 ha realizado un salto importante al requerir de la organización una demostración de su compromiso con la mejora de su desempeño energético. No se especifican metas cuantitativas, sino que cada organización elige las metas que desea establecer, y posteriormente diseña un plan de acción para alcanzar estas metas. Con este enfoque estructurado, una organización tiene más posibilidades de observar beneficios financieros tangibles.

## Historia
ISO 50001 se desarrolla a petición  de la Organización de las Naciones Unidas para el Desarrollo Industrial (UNIDO) que había reconocido la necesidad de la industria de un estándar internacional como respuesta eficaz al cambio climático y la proliferación de los estándares nacionales de la Gestión de la energía.
Fue preparada por el comité de proyecto ISO/PC 242, en el que participaron expertos en normativas locales de 44 países miembros del Instituto Nacional Estadounidense de Estándares (ANSI) y de la Asociación Brasilera de Normas Técnicas (ABNT) con la colaboración de organizaciones tales como UNIDO y el Consejo Mundial de la Energía (WEC).
Esta norma también se ha inspirado en normativas de diversos países tales como China, Dinamarca, Irlanda, Japón, Corea del Sur, Holanda, Suecia, Tailandia, Estados Unidos y la Unión Europea.
La presentación oficial de la Norma ISO 50001 se realizó el 17 de junio de 2011 en el Centro Internacional de Conferencias de Ginebra (CICG).
En el año 2018 se publicó la nueva versión de la norma ISO 50001, con el propósito de permitir a las organizaciones establecer unos sistemas y procesos que permitan la mejora del rendimiento en el uso de la energía, la reducción de costes y de las emisiones contaminantes con un reconocimiento internacional.
Por lo que los principales objetivos de esta norma son:
- Reducir el consumo energético de la empresa seleccionando aquellas soluciones mejor adaptadas al funcionamiento de la organización.
- Permitir la transparencia y la comunicación sobre la gestión de la eficiencia energética.
- Adquirir los conocimientos necesarios para optimizar los recursos y gestionar las actividades de una organización desde la perspectiva energética.
- Automatizar y fomentar las buenas prácticas de gestión energética identificadas en la organización.

## Razones para la implementación
El objetivo principal del estándar es mejorar el desempeño energético y de eficiencia energética de manera continua, y adicionalmente identificar oportunidades de reducción de utilización energética. Este enfoque sistemático ayudará a las organizaciones a establecer sistemas y procesos.
Una gestión consistente de la energía ayuda a las organizaciones a descubrir y a aprovechar su potencial de eficiencia energética. Se pueden beneficiar de ahorros en costos, y realizar una contribución significativa a la protección climática y del medio ambiente (por ejemplo, a través de una reducción permanente en las tasas de emisión de gases de efecto invernadero). El estándar debe alertar a los empleados y en particular al nivel ejecutivo y gerencial acerca de las posibles ganancias de largo plazo en relación con su consumo energético. La organización puede descubrir posibles ahorros y ventajas competitivas. Incluso puede tratarse de un fortalecimiento importante para la imagen de la compañía.

## Metodología

Círculo de Deming.

El estándar ISO 50001 se basa en la metodología Plan-Do-Check-Act (Planificar-Hacer-Verificar-Actuar), también conocido como PDCA o Círculo de Deming.
Los principales hitos de esta metodología aplicados a la Norma ISO 50001:
PlanEstablecer una Plan Energético en la organización de acuerdo a acciones concretas y objetivos para mejorar la gestión de la energía y la Política Energética de la organización
DoImplementar las acciones previstas en la planificación establecida por la dirección.
CheckMonitorizar los resultados estableciendo los indicadores adecuados que determinen el grado de cumplimiento de los objetivos y de la planificación establecida, de forma que podamos valorar y divulgar correctamente los resultados
ActRevisión de los resultados para tomar las acciones de corrección y mejora que se estimen oportunas.

## Estructura y contenido
La Norma se estructura y divide en las siguientes secciones:
1. Objeto y campo de aplicación.
2. Referencias Normativas
3. Términos y definiciones
4. Requisitos del Sistema de Gestión de la Energía
  1. Requisitos  Generales
  2. Responsabilidad de la Dirección
  3. Política Energética
  4. Planificación Energética
  5. Implementación y Operación
  6. Verificación
  7. Revisión por la dirección

## Certificación
La certificación demuestra que el sistema de gestión de energía cumple con los requisitos de la ISO 50001. Esto provee a clientes, partes interesadas, empleados, y a la administración de un mayor grado de confianza en relación con el ahorro energético de la organización. Adicionalmente también ayuda a asegurar que el sistema de gestión de energía se encuentra en funcionamiento a través de la organización.
Una ventaja adicional de la certificación es el énfasis que hace sobre la mejora continua. La organización mejorará progresivamente en relación con su administración de energía. Ahorros adicionales en costos pueden ser generados a través de los años. Incluso, una organización certificada demuestra su compromiso público con la administración energética.
Actualmente en el Reino Unido, ISO 50001 no se encuentra acreditada por UKAS, el esquema de acreditación de cuerpos de certificación. Los cuerpos de certificación aún no pueden ofrecer certificados acreditados, sin embargo un programa piloto que culminó en mayo de 2013 realizará la revisión de prueba, y se espera que los cuerpos de certificación sean acreditados a partir de finales de 2013.
Así como para otros estándares ISO para sistemas de gestión, la certificación de esta estándar es posible pero no es obligatorio. Algunas organizaciones deciden implementar el estándar exclusivamente por sus beneficios, otras deciden certificarse para demostrar a terceras partes que han implementado un sistema de gestión de energía. La ISO no otorga la certificación.

## Historia
| Año  | Descripción            |  |
| ---- | ---------------------- |  |
| 2011 | ISO 50001 (1ª edición) |  |
| 2018 | ISO 50001 (2ª edición) |  |